# Anton von Schmerling
Anton Ritter von Schmerling (ur. 23 sierpnia 1805 w Wiedniu, zm. 23 maja 1893 w Wiedniu) – austriacki prawnik i polityk, premier rządu frankfurckiego w czasie Wiosny Ludów, minister i premier Austrii za rządów cesarza Franciszka Józefa.
Pochodził z rodziny, która przywędrowała do Austrii z Kleve i na pocz. XVIII w. otrzymała szlachectwo. Żonaty był z malarką Pauliną Freiin von Kaudelka, z którą miał dwie córki. Miał trzech braci: Józefa (1806-1884) – ministra wojny; Rainera (1810-1892) – lekarza i Moritza (1822-1882) – prawnika, prezesa senatu wiedeńskiego Trybunału Administracyjnego. Jego wnuk – Richard Graf von Bienerth-Schmerling był premierem Austrii w latach 1908-1911.
Politycznie był przeciwnikiem systemu rządów Metternicha. Reprezentował poglądy liberalne i konstytucyjne. Opowiadał się za zjednoczeniem wszystkich ziem niemieckich w jedną konstytucyjną monarchię. W 1847 wybrany na posła sejmu Dolnej Austrii. W czasie Wiosny Ludów przyłączył się do austriackich rewolucjonistów. Brał udział w tworzeniu parlamentu frankfurckiego. Był ministrem spraw wewnętrznych, krótko premierem i ministrem spraw zagranicznych rządu frankfurckiego (ogólnoniemieckiego). Występował przeciwko hegemonii Prus. Ustąpił w grudniu 1848, gdy nie mógł przeprowadzić zaplanowanych reform.
Od 1849 do 1851 był ministrem sprawiedliwości w rządzie Feliksa zu Schwarzenberga. Reformując sądownictwo, wprowadził sądy przysięgłych. Z powodu nawrotu w Austrii tendencji absolutystycznych zrezygnował ze stanowiska. Od 1858 był prezesem senatu austriackiego sądu najwyższego (Najwyższego Trybunału Sprawiedliwości).
W okresie liberalizacji rządów w Austrii na nowo rozpoczął polityczną karierę. W 1860 został premierem tzw. „liberalnego” rządu Austrii. W 1861 został zastąpiony przez księcia Rainera. W latach 1861–1865 był sekretarzem stanu. Posiadał znaczącą pozycję w strukturach władzy, ciesząc się poparciem wielu liberalnie nastawionych posłów. Wniósł duży wkład w przygotowanie konstytucji lutowej z 1861 (tzw. patentu lutowego). Przyczynił się do przekształcenia Austrii w monarchię parlamentarną, zaprowadzenia szerokiego samorządu terytorialnego, zwiększenia tolerancji religijnej i wprowadzenia swobód obywatelskich. Reformy ten uczyniły z Austrii jedno z najbardziej liberalnych państw XIX-wiecznej Europy. Ze zdobyczy konstytucyjnych korzystali szczególnie Polacy w Galicji. Złożył urząd w 1865 po tym, jak napotkał opór Węgrów przed dalszymi reformami. Od 1867 zasiadał w wyższej izbie austriackiego parlamentu (Izbie Panów). Od 1868 był wiceprezesem, a od 1871 prezesem tej izby. W latach 1875, 1879 i 1891 uczestniczył w pertraktacjach austriacko-węgierskich. W 1891 przeszedł w stan spoczynku.
W 1861 otrzymał honorowe obywatelstwo Innsbrucka, a w 1862 honorowe obywatelstwo Cieszyna i został honorowym członkiem Austriackiej Akademii Nauk.
Źródła niemieckojęzyczne
- Alfred von Arneth, Anton Ritter von Schmerling. Episoden aus seinem Leben 1835, 1848-1849, Wiedeń 1895.